# トリルビー・グローヴァー
トリルビー・グローヴァー（Trilby Glover）は、オーストラリアの女優。西オーストラリア州パース出身。

## 出演作品

### 映画
- デスドール
- ボーダー（ジェシカ）

### テレビドラマ
- New Normal おにゅ〜な家族のカタチ
- crash クラッシュ シーズン1（アン・フィネット）